# Meister der Freiberger Domapostel

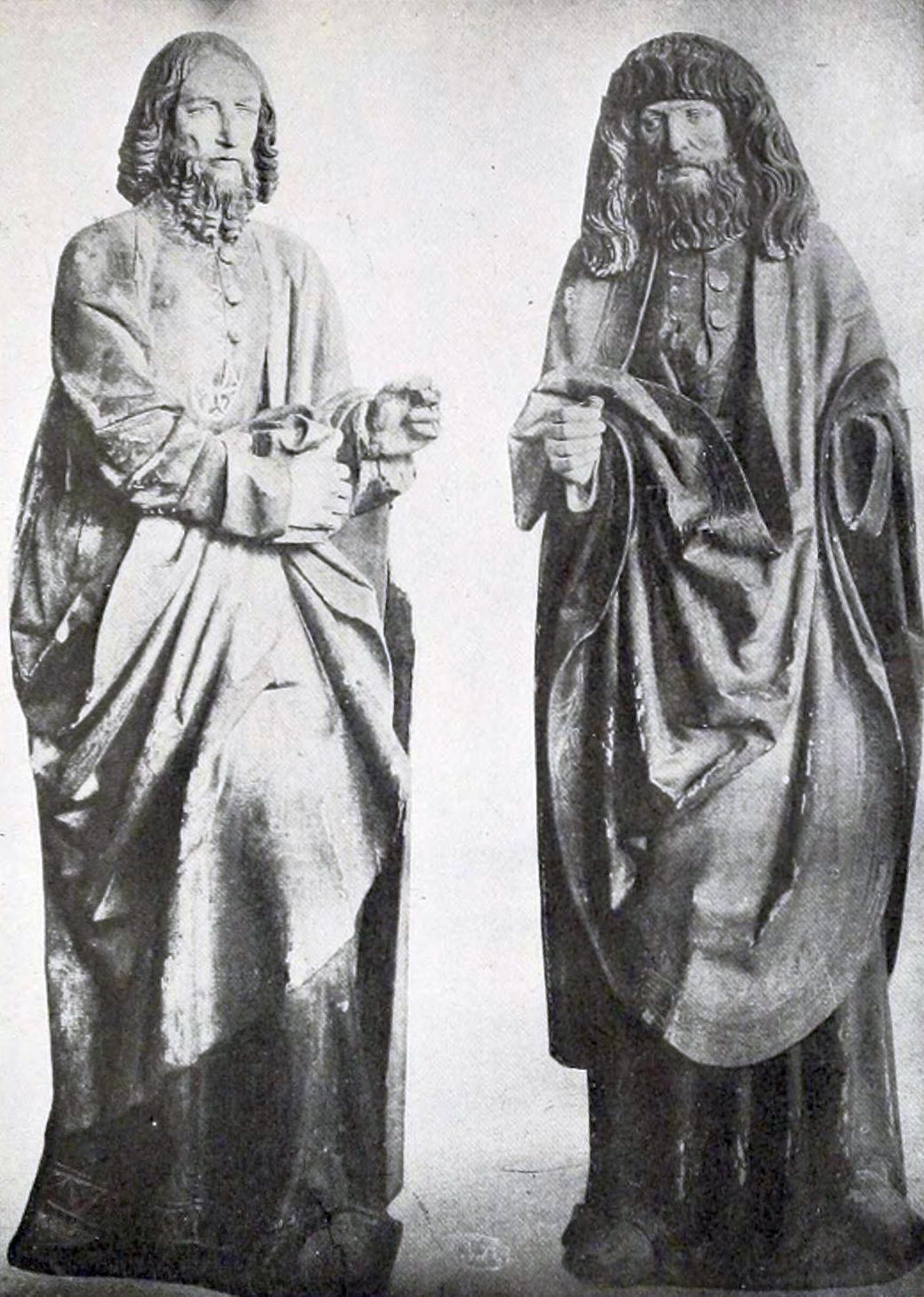
Apostel um 1910

Als Meister der Freiberger Domapostel wird ein Bildhauer bezeichnet, der vermutlich um 1500 tätig war. Der Künstler ist namentlich nicht sicher bekannt und erhielt seinen Notnamen nach vier Apostelfiguren, die er für den Freiberger Dom in Sachsen gefertigt hat. Eventuell ist er identisch mit dem Bildschnitzer Philipp Koch, der von 1470 bis 1536 nachweisbar ist. Von diesem stammt z. B. auch der Schmelzeraltar in der Freiberger Petrikirche.

## Skulpturen im Freiberger Dom
Die spätgotischen Apostel-Figuren sind aus Holz geschnitzt, mehrfarbig bemalt und teilweise vergoldet. Sie stellen Matthäus (?), Philippus, Paulus und Jakobus den Jüngeren (?) dar.

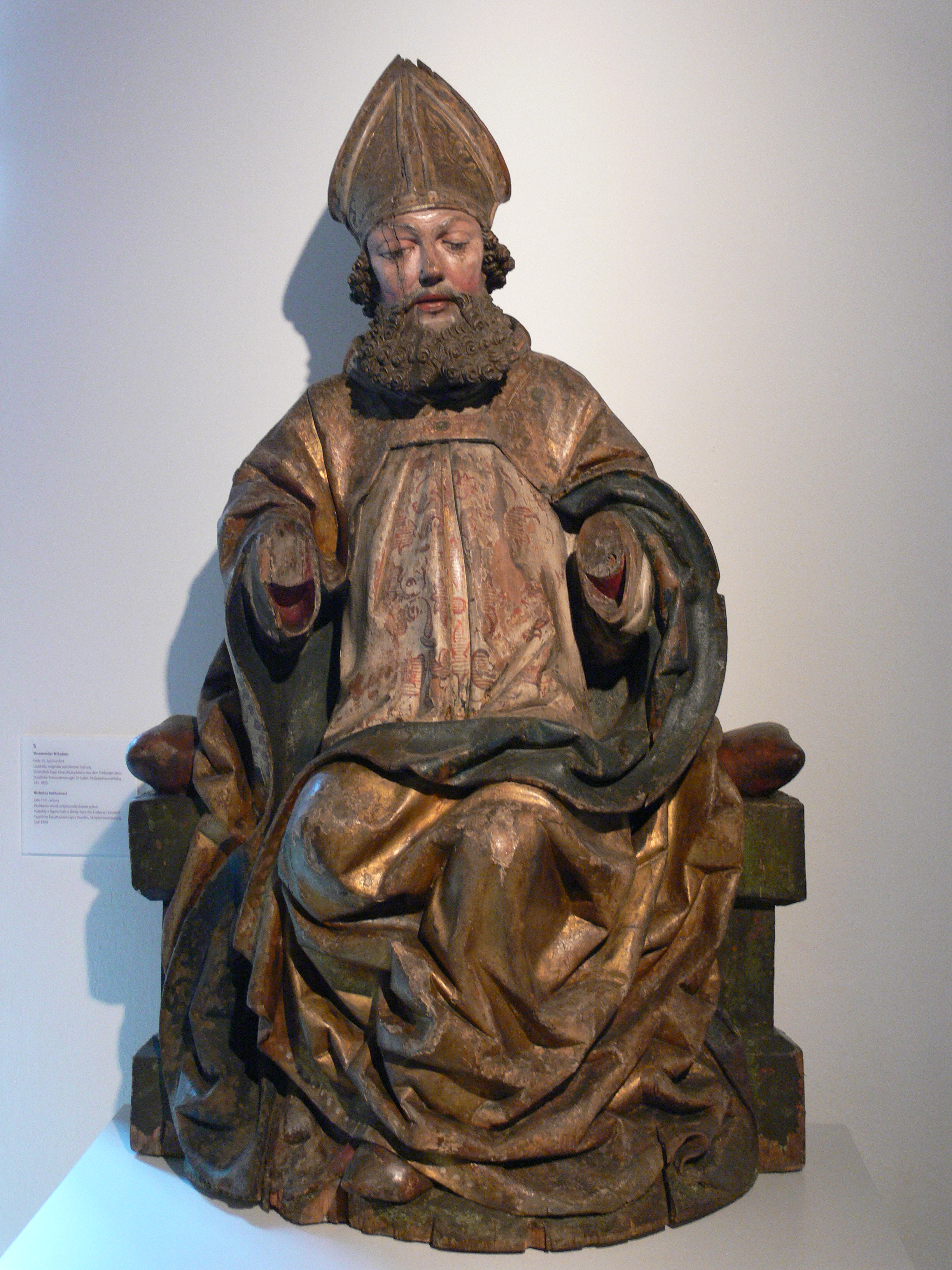
Heiliger Nikolaus aus dem Freiberger Dom (Schloßbergmuseum Chemnitz)

Die übrigen ähnlichen Figuren der Apostelreihe dort sollen aus seiner Werkstatt kommen. Ebenso eine Skulptur des Christophorus mit dem Christuskind sowie eine heute im Stadt- und Bergbaumuseum Freiberg zu findende Plastik der Beweinung Christi. Sie sind zwischen 1515 und 1520 entstanden.

## Werke (Auswahl)
- Hl. Dorothea, Skulptur auf linkem Altarflügel, 1521. Evangelische Nikolaikirche, Oberbobritzsch[3]
- Hl. Nikolaus, aus dem Freiberger Dom, um 1490 (zugeschrieben)[4]